# Woltschicha
Woltschicha (russisch Во́лчиха) ist ein großes Dorf (selo) in der Region Altai (Russland) mit 10.396 Einwohnern (Stand 14. Oktober 2010).

## Geographie
Der Ort liegt im Südteil der Kulundasteppe am nordwestlichen Rand eines der für das Gebiet charakteristischen „Bandwälder“, langgestreckter, über mehrere Hundert Kilometer parallel in südwest-nordöstlicher Richtung verlaufender Kiefernwaldmassive. Die Siedlung ist etwa 270 Kilometer Luftlinie in südwestlicher Richtung von der Regionshauptstadt Barnaul und 75 Kilometer von der Grenze zu Kasachstan entfernt. Der durch Woltschicha fließende und dort zu einem kleinen Teich angestaute gleichnamige Bach mündet gut 15 km südwestlich in den Salzsee Bytschje („Stier-See“), der zusammen mit mehreren kleineren Seen in einer abflusslosen Senke liegt.
Woltschicha ist Verwaltungszentrum des gleichnamigen Rajons Woltschicha.

## Geschichte
Das Dorf wurde 1782 gegründet.
Im Rahmen der administrativen Neuordnung in der sowjetischen Periode wurde es 1924 Verwaltungszentrum eines neu gegründeten Rajons. In den 1960er Jahren wurde der Status einer Siedlung städtischen Typs verliehen; seit 1991 ist Woltschicha jedoch trotz erneut wachsender Einwohnerzahl wie eine Reihe vergleichbarer Ortschaften der Region mit landwirtschaftlicher Orientierung wieder „Ländliche Siedlung“.

### Bevölkerungsentwicklung
| Jahr | Einwohner |
| ---- | --------- |
| 1939 | 7.096     |
| 1959 | 10.371    |
| 1970 | 10.066    |
| 1979 | 9.900     |
| 1989 | 10.420    |
| 2002 | 11.301    |
| 2010 | 10.396    |

Anmerkung: Volkszählungsdaten

## Kultur und Sehenswürdigkeiten
Seit 1971 gibt es in Woltschicha ein Rajon-Geschichtsmuseum.

## Wirtschaft und Infrastruktur
Gelegen zwischen einem urbar gemachten Steppengebiet und einem hunderte Quadratkilometer großen Waldmassiv, ist Woltschicha Zentrum der Land- und Forstwirtschaft.
Die nächstgelegenen Bahnstationen befinden sich in 60 km südwestlich in Michailowskoje an der Nebenstrecke Kulunda–Malinowoje Osero und 80 km südöstlich in der Großstadt Rubzowsk an der Hauptstrecke Nowosibirsk–Barnaul–kasachische Grenze.
In Woltschicha kreuzen sich die Regionalstraßen von Barnaul über Rebricha nach Michailowskoje sowie von Rubzowsk nach Rodino, Stepnoje Osero und Blagoweschtschenka, über die Anbindung an die Bahnstrecken und alle umliegenden Rajonverwaltungszentren besteht.